# Ulrich Wehling
Ulrich Wehling (* 8. července 1952 Halle an der Saale) je bývalý východoněmecký sdruženář, držitel tří zlatých olympijských medailí a jedné zlaté a bronzové z mistrovství světa. Je jediným sdruženářem olympijské historie, který vyhrál individuální závod třikrát po sobě. Třikrát vyhrál Holmenkollenský lyžařský festival a šestkrát mistrovství NDR, v roce 1971 byl juniorským mistrem světa. Byl členem klubu SC Traktor Oberwiesenthal.
Je absolventem Deutsche Hochschule für Körperkultur v Lipsku. Po ukončení závodní činnosti byl funkcionářem Národního olympijského výboru NDR, Německého lyžařského svazu a Mezinárodní lyžařské federace. Byl však také kritizován za spolupráci se Stasi a za účast ve východoněmeckém dopingovém programu.
Jeho manželkou je bývalá sáňkařka Eva-Maria Wernickeová.